# Azusa (miasto)
Azusa – miasto w Stanach Zjednoczonych, w stanie Kalifornia, w hrabstwie Los Angeles. W 2010 zamieszkiwało je 46 361 osób. Miasto leży na wysokości 186 metrów n.p.m. i zajmuje powierzchnię 25,042 km².
Prawa miejskie uzyskało 29 grudnia 1913.